# Wolfgang Pietrzok
Wolfgang Pietrzok (* 1949 in Eilum, Niedersachsen) ist ein deutscher Fotograf und Kunstpädagoge.

## Leben und Werk
Pietrzok studierte von 1970 bis 1971 an der Werkkunstschule Hannover bei Raimund Girke.
Danach absolvierte er von 1971 bis 1975 ein Studium an der Hochschule der Bildenden Künste/GHS Kassel bei Floris Michael Neusüss, Reiner Kallhardt und Harry Kramer.
Seine Ausbildung schloss er mit dem Ersten und Zweiten Staatsexamen für das Künstlerische Lehramt ab. Er lebt und arbeitet in Saarbrücken und Viens (Provence).
Wolfgang Pietrzok arbeitet vornehmlich in Werkgruppen. Seit den 90er Jahren entwickelte er serielle Arbeiten und die Werkreihe der „Quetschungen“.  Beeinflusst durch Floris Neusüss und dessen Nudogramme sowie von Yves Kleins Anthropometrien der blauen Epoche entstanden Fotoarbeiten von weiblichen und männlichen Akten in vorwiegend blauer Farbe auf einer Glasscheibe. Neben Einzelbildern inszenierte Pietrzok zuletzt vielteilige Tableaus, die aufgrund gezielter Planungen der Aufnahmefelder erlaubten, Bewegungen und Fragmentarisierungen zu verstärken. Ab 2004 folgte die Werkreihe der „Cubes“ mit Bildmotiven aus dem Steinbruch von Ménerbes/Provence und gepressten Stahlkuben  von Saarstahl/Völklingen. Ab 2013 entstand die Serie „unterwegs/ en route“ mit verfallenden Miniaturen bekannter Baudenkmäler.

## Ausstellungen
Wolfgang Pietrzok war seit 1989 mit seinen Arbeiten in zahlreichen Ausstellungen im In- und Ausland vertreten.

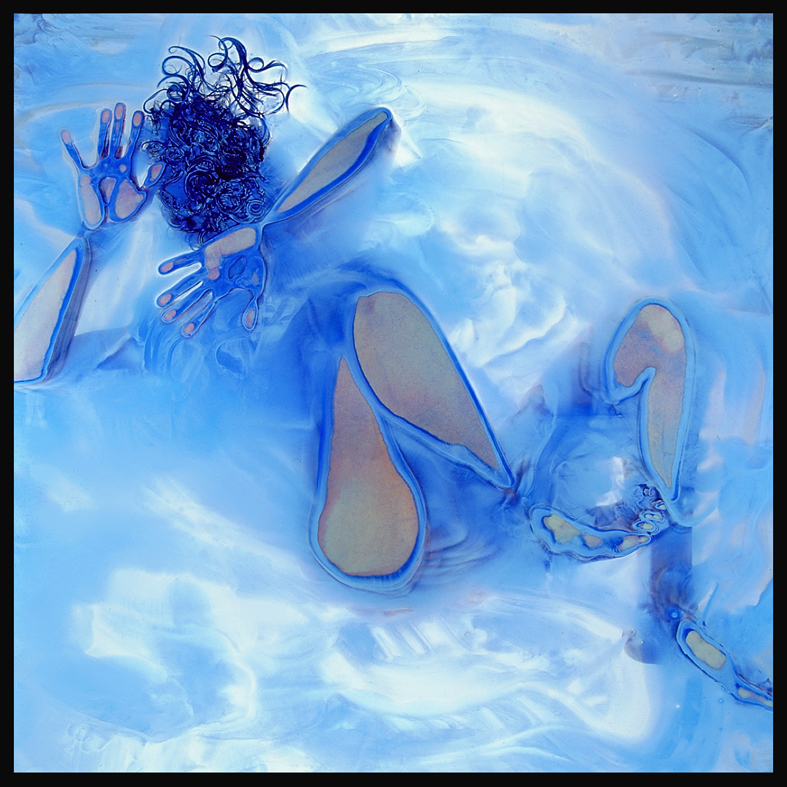
Quetschung; Quelle: W. Pietrzok

### Einzelausstellungen
- 1990 Saarländisches Künstlerhaus-Saarbrücken; Galerie Oeil-Forbach
- 1991 Galerie Picasso-Homécourt
- 1992 Galerie im Zwinger-St. Wendel; Espace Gérard Philipe-Jarny
- 1993 Maison de la Culture-Metz;
- 1994 Galerie in focus-Köln; Galerie Leismann-St. Ingbert; Galerie Licht und Schatten-Regensburg
- 1995 „Empreintes“-Galerie de l´Arsenal Metz
- 1996 Studio Bildende Kunst-Berlin
- 1997 Kulturfoyer der Stadt Saarbrücken
- 1998 Historisches Rathaus-Kleinblittersdorf; Galerie de la Médiathèque-Forbach
- 1999 Sub´Art-Nancy
- 2000 Galerie Ackermann-Bergisch Gladbach
- 2001 Galerie Nieser-Stuttgart; Galerie „Caves St. Croix“-Metz
- 2005 Galerie Marlies Hanstein-Saarbrücken
- 2006 Galerie Nieser-Stuttgart; Atelier Fernand Bourgeois-Apt
- 2015 „Quetschungen retrospektiv“, Galerie Nieser-Stuttgart
- 2016 „unterwegs/en route“, Galerie Nieser-Stuttgart

### Gemeinschaftsausstellungen: (Auswahl)

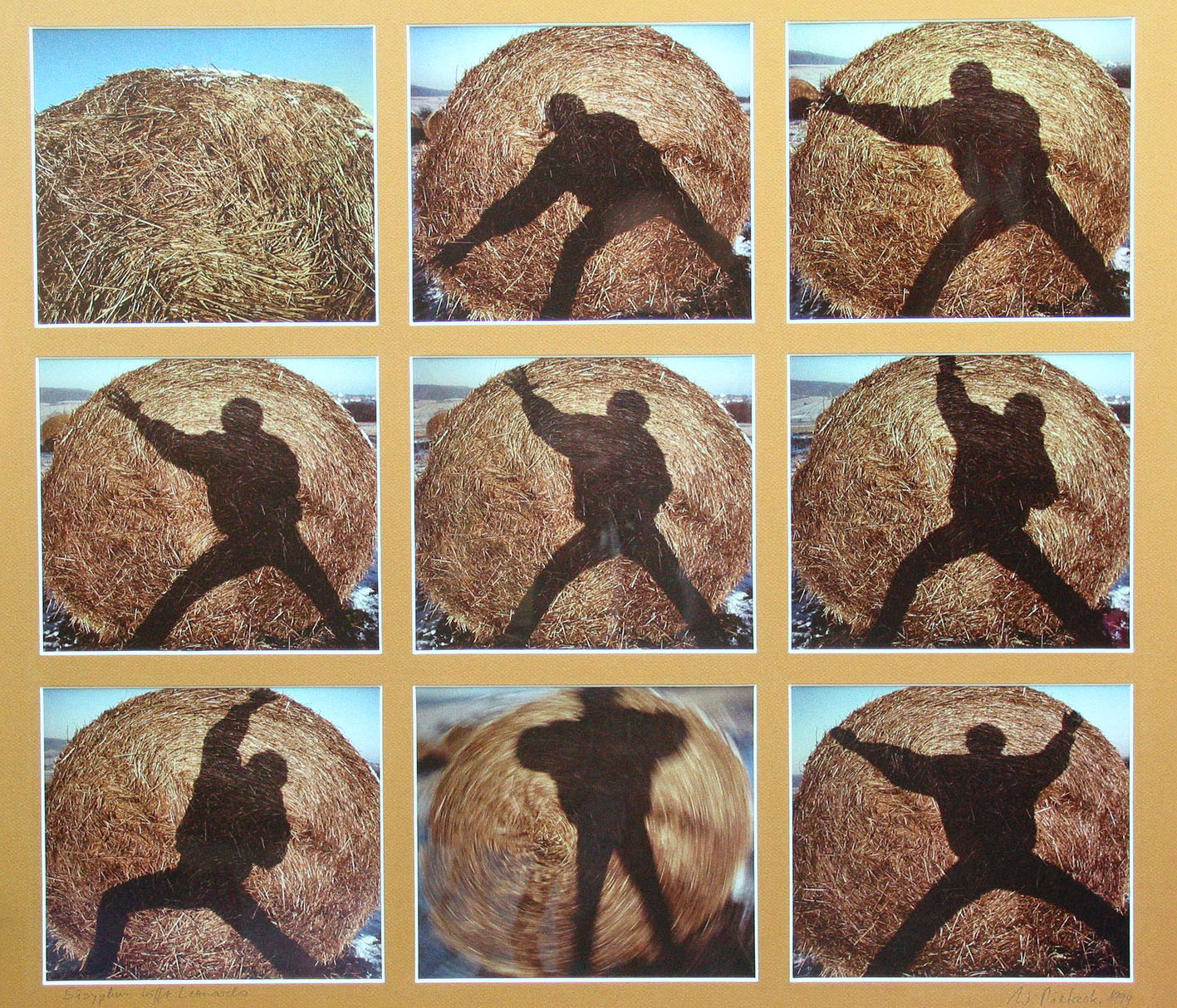
Sisyphus trifft Leonardo; Quelle: W. Pietrzok

Wolfgang Pietrzok war seit 1989 mit seinen Arbeiten in zahlreichen Ausstellungen im In- und Ausland vertreten.
- Teilnahme an den Landeskunstausstellungen des Saarlandes (1989, 1991, 1995, 2000, 2004, 2017)
- 1990: Museum Mia Münster St. Wendel
- 1990: Mois de la Photo 1990 im Goethe-Institut Paris: Deutsche Photographie der 80er Jahre aus der Sammlung des Museum Ludwig Köln
- 1991: Ausstellung »Bilderlust«: Altes Museum Berlin, Galerie Rähnitzgasse Dresden, Museum Ludwig Köln, Museum für Kunst und Gewerbe Hamburg,  Staatliche Kunstsammlung Cottbus, Foto Forum Bremen
- 1992: Deutsche Fototage Frankfurt: »Kunst mit Photographie«
- 1994: Ausstellung »frivole« im Mannheimer Kunstverein
- 1995: »393 Jahre Fotografie«: Saarländisches Künstlerhaus Saarbrücken
- 1995: »Die Farbe Weiß«: Galerie in focus-Köln
- 1996: »Drei Positionen zur zeitgenössischen erotischen Photographie«: Galerie in Köln
- 1996: »Festival off«: Rencontres Internationales de la Photographie, Arles
- 1996: »Die Farbe Blau«: Deutsche Fototage Frankfurt
- 1996: »Die Ästhetik der Lüste«: Kamera- und Fotomuseum Leipzig
- 1996: »Erotische Photographie«: House of Photography, New City Hall, Prag
- 1997: Galerie in focus zur Internationalen Photoszene Köln
- 1998: »Sammlung Gruber« im Museum Ludwig-Köln
- 1999: »Kunst im Kasten«: Saarländisches Künstlerhaus
- 2000: Galerie Ackermann auf Kunstmesse Köln 2000
- 2000: Internationale Photoszene Köln 2000
- 2004: »Enthüllt – Das Aktbild in der Fotografie des 20. Jahrhunderts«: Städtische Museen Heilbronn
- 2004: Ausstellung »Explore« Galerie in focus-Köln
- 2007: »ocultos«, Fundación Canal de Isabel I
- 2011: »A nos 20 ans«, Galerie Shimoni, Metz
- 2012: »Künstler bei Wu«, Wesenberg
- 2015: Opus Fotopreis 2015 – Saarbrücken, Luxemburg

### Publikationen (Auswahl)

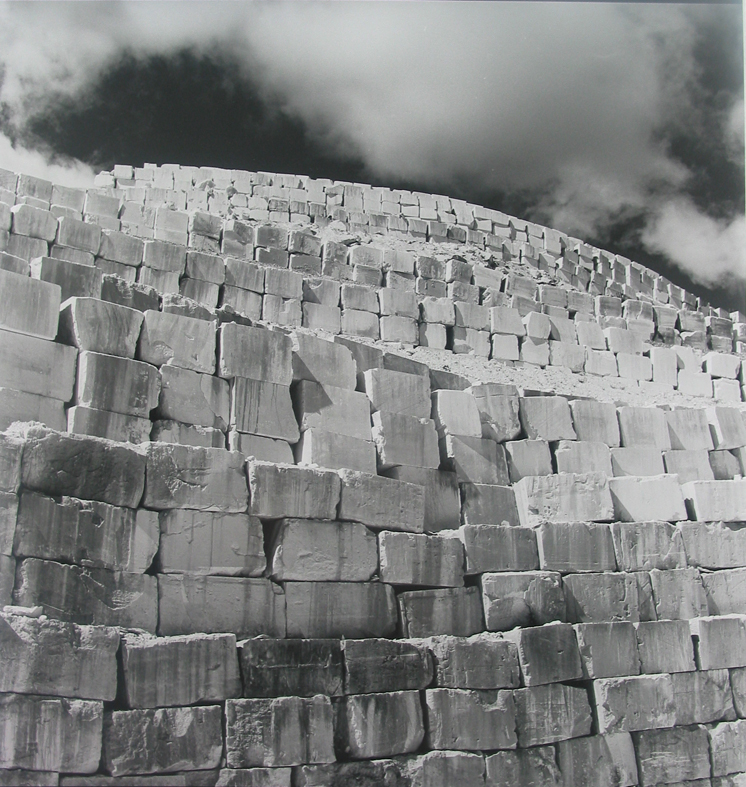
Ménerbes 335-6; Quelle: W. Pietrzok

- Kataloge zu den Landeskunstausstellungen Saar 1989 (ISBN 3-925303-43-X),
  - 1991 (ISBN 3-928529-02-1)
  - 1995 (ISBN 3-928529-31-5)
  - 2000 (ISBN 3-932036-10-7),
  - 2004 (ISBN 3-932036-24-7).
- Ausstellung „Bilderlust“ (1991), Edition Braus, ISBN 3-925835-74-1.
- Ausstellung „Bildnisse“, Saarländisches Künstlerhaus 1991, ISBN 3-928529-03-X.
- „Apropos Po“, Sammlung Scheid, Verlag Weingarten 1992, ISBN 3-8170-2510-6.
- Deutsche Fototage Frankfurt 1993, „Deutsche Kunst mit Photographie“, ISBN 3-930054-07-8.
- Ausstellung „Frivol“, Mannheimer Kunstverein (1994), Edition Braus, ISBN 3-89466-099-6.
- Ausstellung „393 Jahre Fotografie“, Saarländisches Künstlerhaus 1995, ISBN 3-928529-28-5.
- „Photographie des 20. Jahrhunderts“, Taschen-Verlag 1996, ISBN 3-8228-8818-4.
- Ausstellung Museum Ludwig „Zärtliche Betrachtung schöner Damen“ 1998, ISBN 3-87909-591-4.
- Ausstellung „Kunst im Kasten“, Saarländisches Künstlerhaus 1999, ISBN 3-932294-34-3.
- Monographie „Der Mensch im Quadrat“, Apex Verlag Köln 1995, ISBN 3-928386-06-9.
- „Mein Lieblingsbild“, Stern Buch, Belser Verlag Stuttgart 2006, ISBN 3-7630-2464-6.
- Katalog „Ocultos“, Edition Fundacíon Canal, Madrid 2007, ISBN 978-84-611-9451-3.
- Katalog „Kennzeichen SB“, Stadtgalerie Saarbrücken 2009, ISBN 978-3-932183-43-0.

## Werke in öffentlichen Sammlungen
Zahlreiche Arbeiten in privaten und öffentlichen Sammlungen u. a. Museum Ludwig, Köln; Sammlung Gruber, Köln; Bibliothèque Nationale, Paris; Museum für angewandte Kunst (Neue Sammlung) München; Saarlandmuseum Saarbrücken; Sammlung Scheid, Überherrn; Landesbank in Rheinland-Pfalz und im Saarland; Stadt Saarbrücken; Kultusministerium des Saarlandes.